# Veliki slap
Veliki slap ili Slap Plitvice u Nacionalnom parku Plitvička jezera, visok 78 m do prvog jezerca u podnožju, odnosno 87 m do početka Sastavaka, najviši je slap u Hrvatskoj.

## Opis
Veliki slap je najviši slap u Nacionalnom parku Plitvička jezera. Nalazi se pokraj Plitvica Sela na samom kraju Donjih jezera, u neposrednoj blizini ulaza 1 nacionalnog parka, sjeverno od velikih hotela. Potok Plitvica obrušava se uz grmljavinu vode, u jednom padu, preko litice od 78 metara, te zajedno s vodom iz donjih jezera tvori Sastavke koji se nakon 150 metara obrušavaju niz sedrenu barijeru i tvore rijeku Koranu. Ovo je najljepši dio Nacionalnog parka Plitvička jezera, svakako kada se stoji na obali Sastavaka kod ulaza 1, od kuda se pruža prekrasan pogled na Veliki slap i na kraj Donjih jezera.
Veliki slap nalazi se u sklopu Donjih jezera te se smatra najljepšim od svih plitvičkih slapova. Nastankom se razlikuje od ostalih. Naime, dok su ostali plitvički slapovi nastali prelijevanjem vode iz jezera u jezero preko sedrenih barijera, Veliki slap je nastao obrušavanjem potoka Plitvice koji izvire 3 km zapadno u podnožju planine Preke Kose.
U proljeće i jesen Plitvička su jezera najbogatija vodom i doživljaj slapova je najintenzivniji. Osobito oko dva dana nakon što padne kiša, kada podzemni val izbaci vodu, tim je obilniji protok niz slapove. I u podnožju Velikog slapa nalazi se sedra koja je zaštićena, zbog čega je zabranjeno hodanje ispod slapa i van označenih staza. U zimi slap biva skoro potpuno zaleđen, čineći divnu ledenu skulpturu ogromnih razmjera.
| Veliki slap — zaleđen zimi |  | Veliki slap — zaleđen zimi                                                           |
| Veliki slap — zaleđen zimi |  | Sastavci — početak rijeke Korane zajedno tvore Sastavci slap i vode od Velikog slapa |